# Българска асоциация по международно право

## Българска асоциация по международно право
Българската асоциация по международно право (БАМП) е приета за член на Международната асоциация по международно право (International Law Association) през 1962 г. По официални данни към 2008 г. в ООН членуват 192 държави, като само 55 от тях имат национални подразделения на Международната асоциация по международно право. 
Създаването на национална обществено-научна организация по международно право в България е резултат от усилията на университетски преподаватели от Юридическия факултет на Софийския университет „Св. Климент Охридски“, Института за правни науки на БАН и Висшия икономически институт „Карл Маркс“ (УНСС) в София. Идеята се заражда след приемането на България за член на ООН през 1955 г. 

## Цели на БАМП
- Подпомагане на изследванията и популяризиране на достиженията в областта на международното право (публично и частно), правото на EС и международните отношения, както и развитието на международната наука;
- Хармонизиране на българското национално законодателство с международното право и правото на Европейския съюз;
- Запознаване на международните организации, държавните институции и обществеността в чужбина с постиженията на българската и международноправна наука и на институциите и обществеността в България с постиженията на българската и чуждестраннта правна наука;
- Сътрудничество и съвместни прояви с висши учебни заведения, научни институти и чуждестранни организации.[3]

## Международно сътрудничество
През месец август 2012 г. под егидата на БАМП в София се провежда значимо международно научно събитие – 75-ия когрес на Световната асоциация по международно право. Събитието съвпада с честването на 50-годишнината от създаването на БАМП. В рамките на форума предеседателят на БАМП – проф. д-р Александър Янков, създател и дългогодишен съдия в Международния трибунал на ООН по морско право, е избран за президент на Международната асоциация по международно право – Лондон.  Проф. Янков е учредител и председател на БАМП, както и президент на организационния комитет на 75-ата конференция на Международната асоциация.  Форумът привлича правния елит на света, представители на адвокатски кантори и специализирани университети и юридически издателства. 

## Трудове по международно право
БАМП периодично издава „Трудове по международно право“ – специализирано издание, юбилейни сборници и материали от научни конференции. 